# Paul Blomert
Paul Blomert (* 1917 in Nordwalde; † 25. August 1961 in Münster) war ein deutscher Rechtsanwalt. Sein Tod führte zum größten Justizskandal Münsters.

## Beruflicher Werdegang
Blomert war Sozius in der Rechtsanwaltskanzlei des Münsteraner Oberbürgermeisters Busso Peus. Während des Wahlkampfs zur Bundestagswahl 1961 setzte Peus Blomert unter Druck, seine privaten Verhältnisse zu ordnen und setzte ihm dafür eine Frist von vier Wochen. Blomert, der Hobbyjäger war, wurde 25. August 1961 in seiner Wohnung von seiner Frau mit einer Schussverletzung gefunden. Im Arm hatte er ein Gewehr. Noch vor dem Transport ins Krankenhaus starb er. Im Totenschein wurde „Unglücksfall“ als Todesursache angegeben.

## Ermittlungen
Die Staatsanwaltschaft schloss einen Mord aus, der Todesfall wurde von der Münsteraner Gesellschaft als peinlich empfunden. Eine Obduktion unterblieb. Drei Tage nach seinem Tod wurde Blomert beigesetzt. Blomert hinterließ drei Abschiedsbriefe, an seine Frau, seinen Vater und Peus. Der Vater Blomerts und zwei seiner Brüder bezweifelten einen Unglücksfall oder Selbstmord. Sie gingen von einem Verbrechen aus; der Vater Blomerts erstattete Anzeige wegen Mordverdachts. In Münster fanden sie keinen Anwalt, der ihre Interessen vertrat, sie schalteten den selbsternannten Sozial-Anwalt Günter Weigand ein, der als Querulant in die Psychiatrie eingewiesen wurde, wofür er später entschädigt wurde.
Weigand bezichtigte die Witwe Blomerts und weitere Personen auf Flugblättern der Mordverschleierung. 1962 wurde die Leiche Blomerts nach öffentlichem Druck obduziert. Am 21. Februar 1962 wurden die Witwe Blomerts und drei weitere Personen unter dem Verdacht verhaftet, an Blomerts Ermordung beteiligt gewesen zu sein. Am folgenden Tag wurden sie wieder freigelassen.
Gegen Weigand strengte die Münsteraner Justiz fünf Unterbringungsbefehle an; 1963 erließ die Staatsanwaltschaft gegen ihn einen Haftbefehl. Der Fall beschädigte das Ansehen der Münsteraner Justiz. Ein Sachverständiger aus Zürich bemängelte unter anderem zu den Ermittlungen im Zusammenhang mit Blomerts Tod „Kein Plan vom Tatort. Keine Sicherung der Geschoßsplitter, Knochenteile und Mörtelstücke. Keine Photographie der Blutspuren. Keine Feststellung über den Zustand der Kleider des Opfers. Verwischung wertvoller Spuren durch Waschen, wobei nicht aktenkundig gemacht wurde, daß die Photographien einen veränderten Zustand der Leiche festhalten. Veränderung der Lage der Waffe, Verwischung von Spuren bei ihrer Entladung. Keine Befragung der Beteiligten, solange die Erinnerung noch frisch war. […]“ Insgesamt wurde der Tod Blomerts von acht Sachverständigen untersucht.

## Kritik der Verwandten
Clemens Blomert, einer der Brüder von Paul Blomert, gab an, dass er immer noch an einen Mord glauben würde. Bei einer 15 Monate später durchgeführten Obduktion seines Bruders seien nämlich Veränderungen an dessen Grab und seiner Leiche sichtbar gewesen, welche sich nicht durch die Verwesung erklären lassen, und demnach für eine heimliche Öffnung des Grabes sprechen würde.

## Beteiligte Sachverständige
- August Brüning (1877–1965)

## Justizausschuss
Der Fall wurde im Justizausschuss des Landtags Nordrhein-Westfalens behandelt; der Justizminister musste den Abgeordneten 72 Fragen dazu beantworten. 1964 endete die politische Karriere von Busso Peus; die CDU in Münster verhinderte seine erneute Kandidatur für das Amt des Oberbürgermeisters, sie ließ ihn auch nicht für den Stadtrat kandidieren.

## Entschuldigungen
1966 entschuldigte sich Günter Weigand vor der 2. Großen Strafkammer des Landgerichts Münster bei den Personen, die er fälschlich verdächtigt hatte. Er wurde am 25. April 1966 vornehmlich wegen Beleidigung verurteilt; das Gericht stellte fest, Blomert habe Selbstmord begangen. Weigand veröffentlichte 1979 das Buch Der Rechtsstaat wird uns nicht geschenkt! Lehren aus der Münsterschen Mordaffäre um den Gewalttod des Rechtsanwalts Blomert vom 25. August 1961. Es erschien im Selbstverlag, nachdem Dutzende Verlage die Veröffentlichung abgelehnt hatten.